# Wuzurg framadar
Wuzurg framadār (grand seigneur) est un titre qui fut donné au plus haut fonctionnaire de la cour royale chez les Sassanides.
Dans la Perse de l'Antiquité tardive, les nobles de haut rang qui ne sont pas directement liés à la famille royale sont appelés wuzurgān. Ces grands hommes sont classés au-dessous du šāhān šāh (Roi des rois) et de sa famille ainsi que des dirigeants locaux, mais au-dessus du reste de la noblesse (āzādān) et possèdent un grand pouvoir et un grand prestige. Framadār, quant à lui, est le nom d'un haut fonctionnaire administratif de l'empire sassanide. Il est attesté sur les inscriptions et les sceaux sassanides et semble avoir agi en collaboration avec les agents des impôts, il y aurait apparemment eu au moins deux fonctionnaires ainsi désignés. Un fonctionnaire nommé Framadār semble également avoir joué un rôle dans le haut clergé zoroastrien, ou même un double rôle gouvernemental et religieux.
C'est le titre du plus haut ministre royal de la cour, responsable de l'administration et dont la fonction est très similaire à celle d'un vizir. À l’époque sassanide, plusieurs de ces hauts fonctionnaires de la Haute Cour peuvent également être identifiés par leur nom. Leur influence semble avoir varié : sous des rois puissants, le Wuzurg framadār peut être très influent et étendre son pouvoir au détriment de la noblesse, tandis que sous des rois faibles, il joue un rôle comparativement moindre. Parfois, ils dominent la politique royale ; par exemple, l'influent et très religieux Mihr-Narseh, qui servit comme Wuzurg framadār sous Yazdegard II, est parfois mentionné dans les sources comme à l'origine de la persécution des chrétiens à cette époque. Leur destinée a parfois été liée aux fluctuations politiques, comme Bozorgmehr qui aurait été exécuté après l'arrivée au pouvoir de Hormizd IV.
On connaît plusieurs Wuzurg framadar :
- Abarsam sous Ardachir Ier (selon Tabari)
- Chosrau-Yazdegerd sous Yazdgard Ier
- Mihr-Narseh sous Yazdegerd I et Vahram V
- Suren Pahlaw sous Bahram V. Peut-être le successeur de Mihr-Narseh.
- Farrukh Hormizd V (à Sebeos uniquement) sous Boran ; n'était peut-être pas seulement Framadār, mais Wuzurg-Framadār.